# Theo Taen

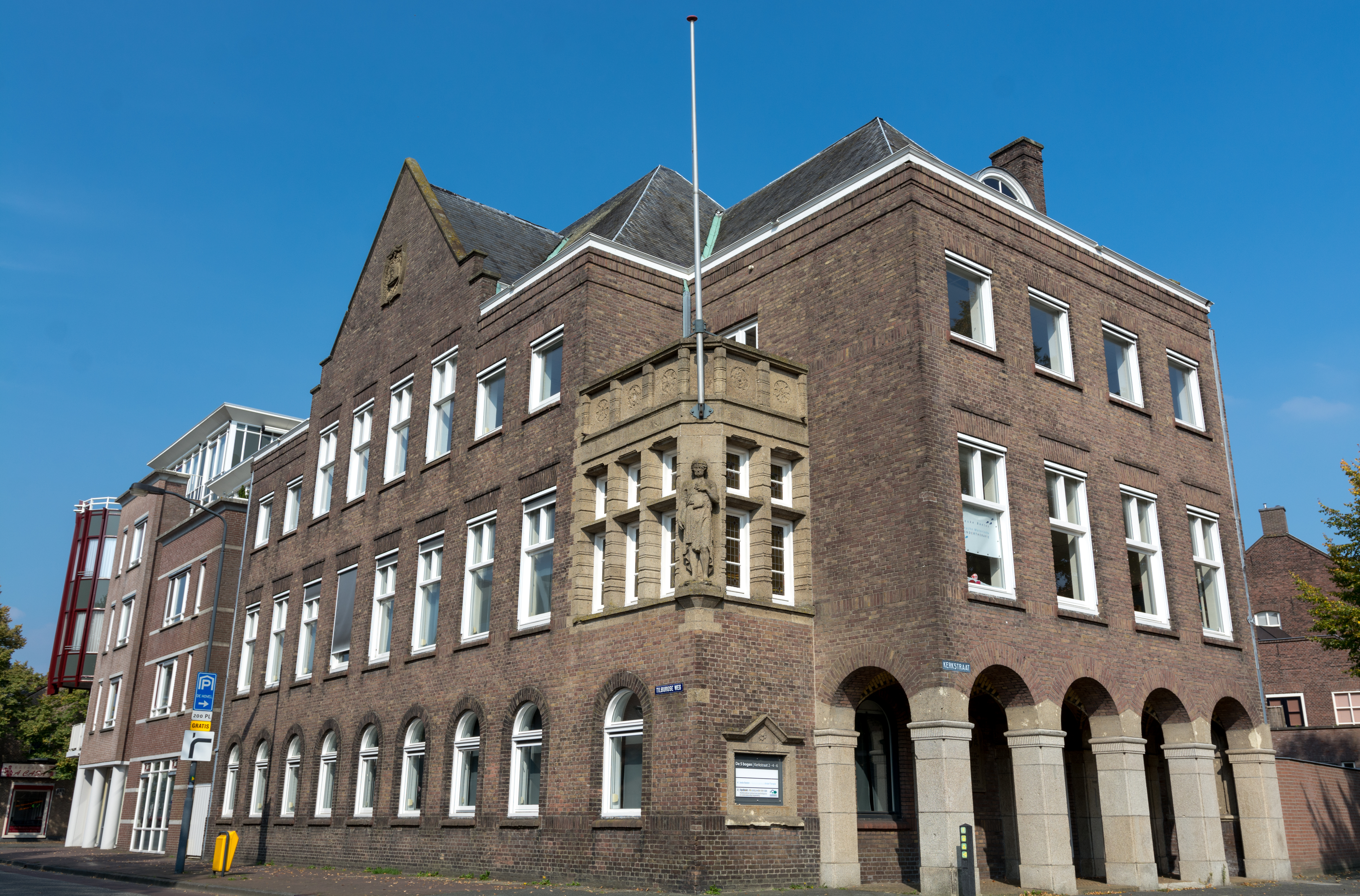
Het gemeentehuis van Goirle

Theodorus Josephus Taen Err Toung (Berlijn, 12 december 1889 – Boxtel, 30 oktober 1970) was een Nederlands architect.

## Leven en werk
Taen was een kleinzoon van P.J.H. Cuypers en de derde van vier kinderen van diens dochter Maria ('Mia'). Deze was in 1886 getrouwd met F.G. Taen Err Toung. Taen was niet alleen niet katholiek maar ook gedeeltelijk, en zichtbaar, van Chinese afkomst. De gemengde relatie tussen de twee had een schandaal tot gevolg.
Pas nadat Taen zich tot het katholicisme bekeerde gaf Cuypers, en dan nog met tegenzin, zijn toestemming voor het huwelijk. De schrijver Lodewijk van Deyssel, eveneens een verwant van Cuypers, schreef over dit huwelijk in 1892 het feuilleton Kruising van rassen, dat in 1894 onder de titel Blank en geel ook in boekvorm verscheen.
Theo Taen werd geboren in Berlijn, waar zijn vader een zaak had gespecialiseerd in Japanse en Chinese voedingsproducten, oosters papier en oosterse kunst. Toen het huwelijk van Taen en Mia in 1897 op de klippen liep liet Cuypers zijn kleinkinderen ontvoeren en naar Limburg overbrengen, waar ze in internaten werden ondergebracht. Over Taen’s verdere jeugd is weinig bekend, evenmin als over zijn opleiding tot architect. Omstreeks 1918 zou hij zich als zelfstandig architect hebben gevestigd te Amsterdam en tekende hij het ontwerp voor het Sint-Joriscollege in Eindhoven. In 1921 ontwierp hij het gemeentehuis van Goirle en dat van Valkenswaard. Omdat Taen naar Nederlands-Indië vertrok werd de opdracht voor het Sint-Joriscollege overgenomen door het bureau van Eduard Cuypers. Het gemeentehuis van Valkenswaard opende haar deuren in 1928 en werd op onderdelen anders, mede door toedoen van het bureau van Eduard Cuypers dat bij dit project nauw samenwerkte met de Eindhovense architect Anton Bogers.
In 1945 keerde Taen terug naar Nederland, na 25 jaar in Nederlands-Indië te hebben gewerkt aan een zeer omvangrijk oeuvre en enkele jaren in een jappenkamp te hebben doorgebracht. Een van zijn eerste opdrachten in Nederland was die voor het ontwerp van het Sint Catharinalyceum in Eindhoven, het huidige Van Maerlantlyceum, voor dezelfde opdrachtgever als die waarvoor hij in 1918 het Sint-Joriscollege ontwierp. Kort na het aanvaarden van deze opdracht associeerde hij zich met J. de Jongh en Th. Nix. Het bureau De Jongh-Taen-Nix, later Taen en Nix, ontwierp in de jaren 50 en 60 onder andere ten minste elf katholieke kerken, aanvankelijk in traditionalistische, aan de Delftse School en Bossche School verwante stijlen, later in een meer functionalistische stijl.

## Werken
Enkele van de werken van zijn hand zijn:
- Sint Catharinalyceum (1956)
- Kruiskerk (Roosendaal) (1963)

## Boeken
- 'Alweer een sieraad voor de stad'. Het oeuvre van Theo Taen in voormalig Nederlands-Indië, Obbe H. Norbruis (2018) LM Publishers. (periode 1921-1927)
- 'Architectuur met vlag en wimpel'. Het oeuvre van Theo Taen in voormalig Nederlands-Indië, Obbe H. Norbruis (2018) LM Publishers. (periode 1927-1942)
- 'Eduard Cuypers, Leven & Werk en hoe hij verdween uit onze architectuurgeschiedenis en oeuvrecatalogus', Obbe H. Norbruis (2025) Edam LM Publishers.